# 金罗英
金罗英（韓語：김나영，1990年11月18日—），大韩民国花样滑冰运动员。2007年、2008年韩国花样滑冰锦标赛少年组冠军，2009年韩国花样滑冰锦标赛冠军。
截至2010年4月，她在国际滑冰联盟（ISU）中，世界排名第48位。